# Belica (riba)
Belica (znanstveno ime Leucaspius delineatus) je sladkovodna riba iz družine pravih krapovcev, edina vrsta v rodu Leucaspius.
Rod je predhodno vključeval tudi druge vrste, ki pa so bile premaknjene v rodova Ladigesocypris in Pseudophoxinus ali pa priključene vrsti L. delineatus.
Belica je razširjena skoraj po celi Evropi in do osrednje Azije. Za to vrsto je značilno, da njene ikre v lepljivem ovoju lahko dolgo časa preživijo izven vode. Spolno zrelost doseže v drugem letu starosti, pri dolžini okoli 4 cm. Drsti se poleti, ikre pa prilepi na različne predmete blizu vodne površine. Ikre so lepljive in lahko dlje časa preživijo izven vode; včasih se nalepijo na noge vodnih ptičev, ki jih prenesejo drugam. Zato se zgodi, da se razvijejo mladice v majhnem, začasnem vodnem telesu (npr. luži), kjer ni starejših rib. To je v preteklosti vodilo do prepričanja, da nastajajo spontano. Zadržuje se v zgornjih vodnih plasteh stoječih ali počasi tekočih voda v večjih jatah. Zraste lahko do 12 cm in doseže do 130 g.
V Sloveniji je uvrščena na Seznam zavarovanih živalskih vrst.